# Akodon albiventer
Akodon albiventer é uma espécie de roedor da família Cricetidae.
Pode ser encontrada nos seguintes países: Argentina, Bolívia, Chile e Peru.